# Cologne (Italia)
Cologne es una localidad italiana de la provincia de Brescia, en la región de Lombardía. Está enclavada en la comarca de Franciacorta, famosa por la producción de sus vinos.

## Evolución demográfica
| Gráfica de evolución demográfica de Cologne entre 1861 y 2001 |
|                                                               |
| Fuente ISTAT - elaboración gráfica de Wikipedia               |

- Datos: Q104064
- Multimedia: Cologne, Italy / Q104064

1. ↑  Worldpostalcodes.org, código postal n.º 25033.
2. ↑  «Codici Catastali». Comuni-italiani.it (en italiano). Consultado el 29 de abril de 2017.